# Verchen
Verchen est une commune rurale d'Allemagne dans le Mecklembourg-Poméranie-Occidentale. Elle appartient à l'arrondissement du Plateau des lacs mecklembourgeois.

## Géographie
Le village se trouve au nord du lac de Kummerow, à douze kilomètres au sud-ouest de Demmin. Il est traversé par la Peene.

## Histoire
Verchen fut mentionnée pour la première fois dans un document officiel en 1164.